# Hieracium subtomentosum
Hieracium subtomentosum là một loài thực vật có hoa trong họ Cúc. Loài này được Zahn mô tả khoa học đầu tiên năm 1916.